# Attheyella nakaii
Attheyella nakaii är en kräftdjursart som först beskrevs av Brehm 1927.  Attheyella nakaii ingår i släktet Attheyella och familjen Canthocamptidae. Inga underarter finns listade i Catalogue of Life.